# Kia EV9
La Kia EV9 è un'autovettura elettrica prodotta dalla casa automobilistica sudcoreana Kia Motors a partire dal 2023.

## Descrizione

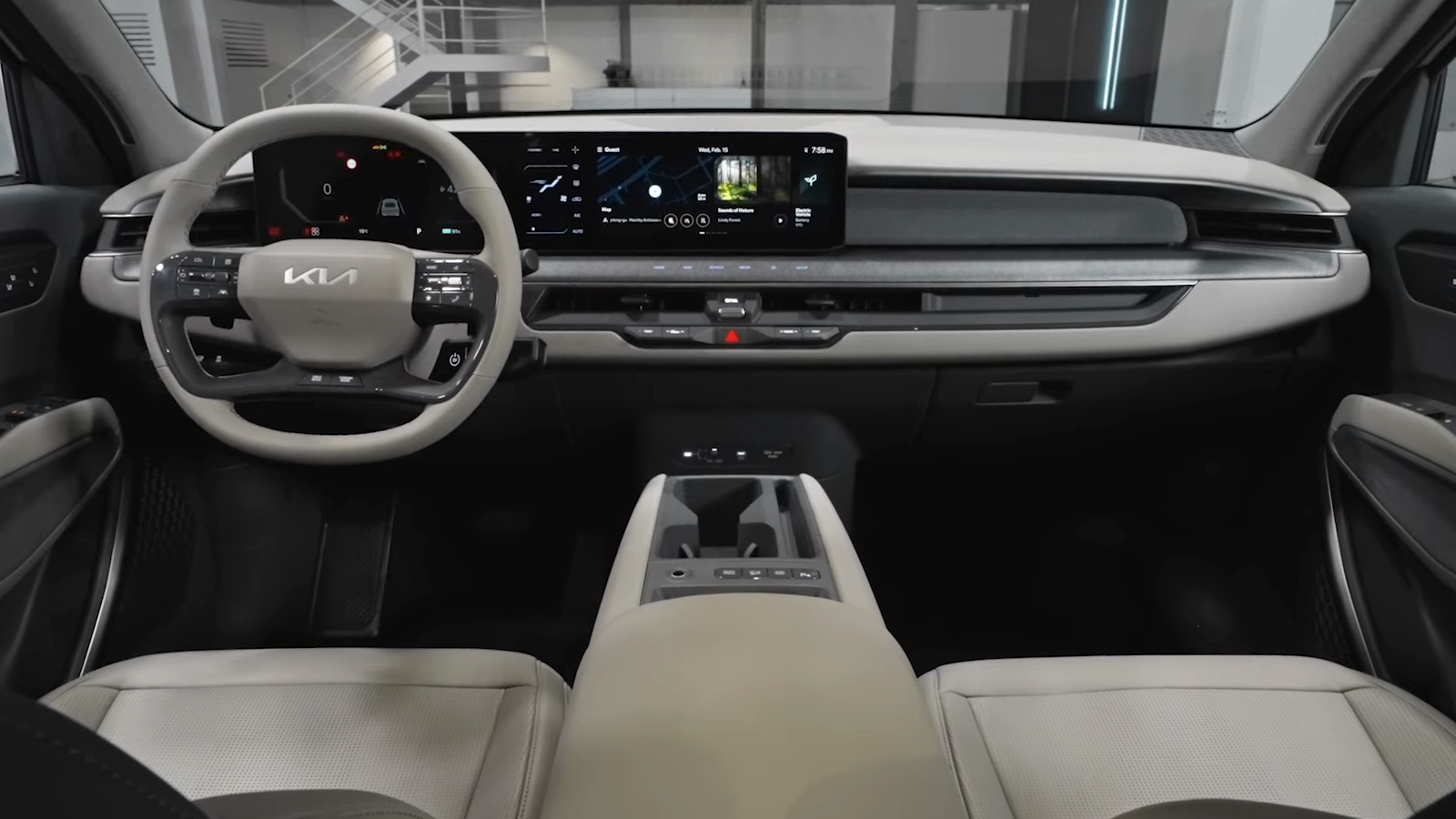
Interni

Secondo modello Kia sviluppato sulla piattaforma E-GMP, la stessa della Ioniq 5, la EV9 è la seconda vettura del costruttore sudcoreano concepita fin dalla progettazione con motorizzazione completamente elettrica.
La vettura è stata presentata per la prima volta come Kia EV9 Concept al Los Angeles Auto Show del 2021. La concept car presenta un interno che può trasformarsi in un salotto grazie ai sedili girevoli.
La Kia ha svelato la sagoma dell'EV9 per la produzione in serie tramite un video su Internet il 3 marzo 2023. Il 14 marzo 2023 la Kia ha presentato ufficialmente la versione definitiva destinata alla commercializzazione, caratterizzata da un design simile al concept e mantenendo la caratteristica dei sedili della seconda fila che ruotano di 180 gradi.
La versione di produzione conserva molti elementi di stile del concept mostrato per la prima volta nel novembre 2021, con uno stile della carrozzeria "poligonale" che utilizza "forme triangolari" nei parafanghi e passaruota dal disegno "geometrico".

## Riepilogo versioni
| Batteria              | Trazione   | Potenza         | Coppia  | 0–100 km/h  |
| --------------------- | ---------- | --------------- | ------- | ----------- |
| 76,1 kWh (standard)   | Posteriore | 160 kW (218 CV) | 350 Nm  | 8,2 secondi |
| 99,8 kWh (long range) | Posteriore | 150 kW (204 CV) | 350 Nm  | 9,4 secondi |
| 99,8 kWh (long range) | Integrale  | 283 kW (385 CV) | 600 N⋅m | 6,0 secondi |

## Riconoscimenti
- World Car of the Year 2024[6]